# Ять (буква древнепермского алфавита)
Ять (𐍱, коми ять, также е, ей и йэ) — дополнительная буква древнепермского алфавита, использовавшегося для записи языка коми и в качестве тайнописи старорусского языка.

## Использование
Буква 𐍱 обозначала закрытый звук [e]. Этот звук контрастировал с открытым [e̞], обозначавшимся буквой э (𐍔). В современном языке коми эти звуки совпали, за исключением коми-язьвинского наречия, где закрытый звук перешёл в и. 𐍱 соответствует кириллической букве Е е в алфавите Молодцова и буквам Е е (после мягких согласных) и Э э (в остальных случаях) в современном алфавите, при необходимости различения с открытым э может использоваться знак э̂. В русских тайнописных текстах соответствует кириллической букве ѣ.
Также использовалась для обозначения числа 700 (иногда в сочетании с титлом, аналогично кириллической системе счисления).

## Порядковый номер в алфавите
В списках древнепермского алфавита буква 𐍱 может стоять после ыры или после шой. В. И. Лыткин относит 𐍱 к дополнительным буквам, использующимся преимущественно в русских заимствованиях, и условно помещает её в конец алфавита, на тридцать первую позицию.

## Название
В различных списках встречаются варианты названия е, ѥ и ей. В. И. Лыткин полагает, что первоначальным названием буквы было йэ, при этом он условно называет её ятем по аналогии с кириллической буквой.
В некоторых списках буква вовсе отсутствует.

## Начертание
Происхождение буквы, предположительно, связано с русской буквой ѣ.

## Кодировка
Буква была закодирована в блоке Юникода «Древнепермское письмо» (англ. Old Permic) в версии 7.0, вышедшей 16 июня 2014 года, под кодом U+10371.